# Mouette de Sabine
Xema sabini
Genre
Espèce
Statut de conservation UICN

 LC  : Préoccupation mineure
La Mouette de Sabine (Xema sabini) est la seule espèce de mouettes du genre Xema.

## Habitats
Son aire de nidification est circumpolaire autour de l'océan Arctique et s'étend sur l'Amérique du Nord et le nord de l'Eurasie. Elle migre vers le sud en automne, la majorité des individus hivernent en mer dans le Pacifique nord, bien que les oiseaux du Groenland et de l'est du Canada traversent l'océan Atlantique jusqu'au nord-ouest de l'Europe.

## Aspect
Il est facile d'identifier cette espèce par l'organisation particulière du plumage de son aile. L'adulte a le dos et les couvertures alaires d'un gris pâle, des rémiges primaires noires et les secondaires, blanches. La queue blanche est échancrée en queue d'aronde. La tête du mâle devient noir pendant la saison de reproduction. Leur bec est noir avec l'extrémité jaune. Les juvéniles possèdent aussi un plumage tricolore au niveau de l'aile, mais le gris est remplacé par du brun, et la queue a une bande terminale noire. Ils mettent deux ans pour avoir leur plumage d'adulte. Ces mouettes ont un cri très aigu et grinçant.

## Reproduction

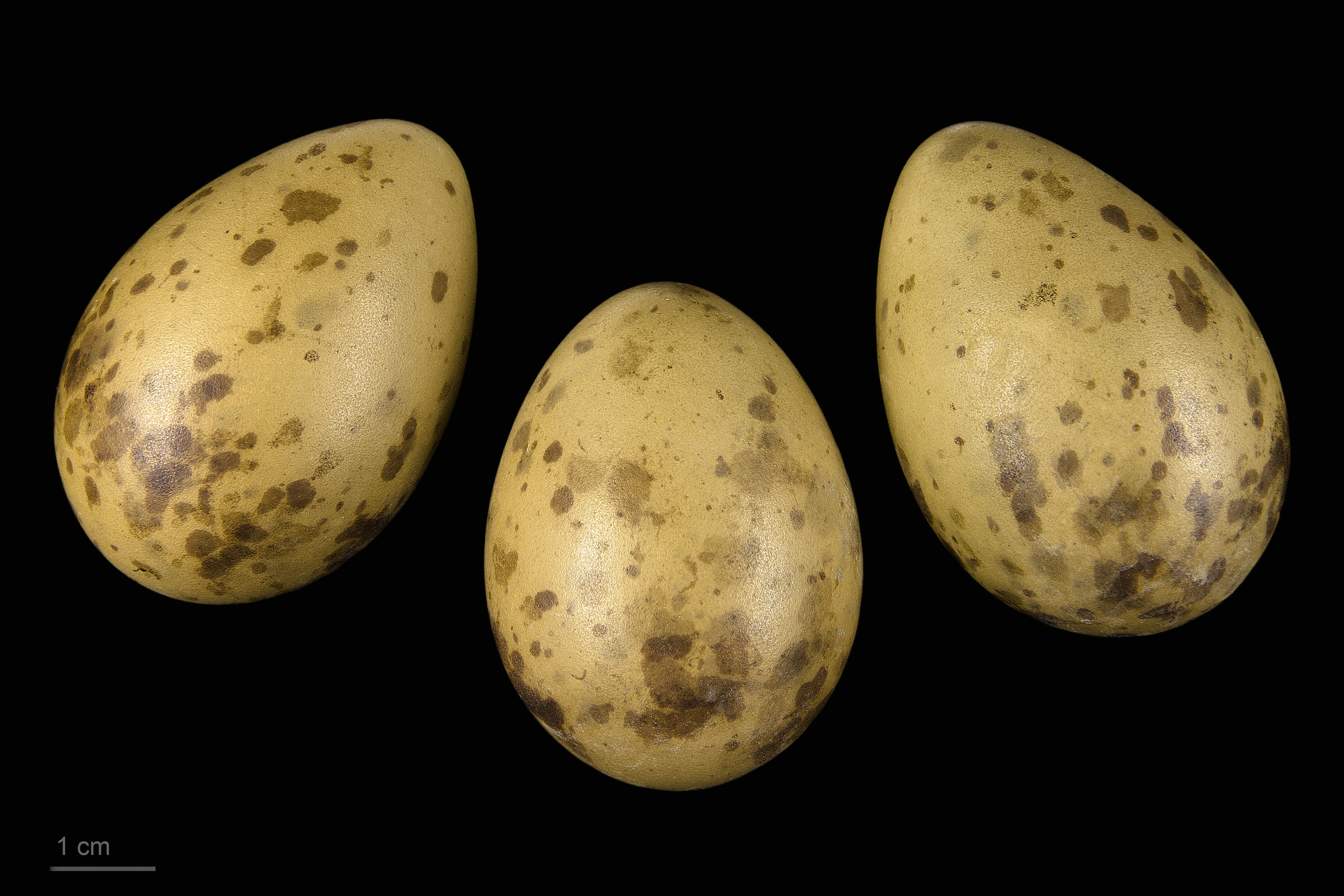
Œufs de Xema sabini - Muséum de Toulouse

La Mouette de Sabine niche en colonies, sur les côtes et dans la toundra, déposant deux ou trois œufs tachetés d'une brun olivâtre, dans un nid garni d'herbe, posé sur le sol. Son mode de vie est essentiellement pélagique en dehors de la saison de nidification.

## Alimentation
Son régime alimentaire zoophage est très varié, comportant toutes sortes de proies, tant que leur taille convient. Elle vole également des œufs aux colonies voisines de sternes arctiques.

## Étymologie
Le nom de genre Xema est peut-être dérivé du grec « xeima » qui signifie « mauvais temps, hiver ». Cette espèce a été baptisée du nom du scientifique anglais Edward Sabine, qui l’a découverte le 24 juillet 1818 lors de son voyage au Groenland avec John Ross, par son frère Joseph Sabine.